# Sonnar

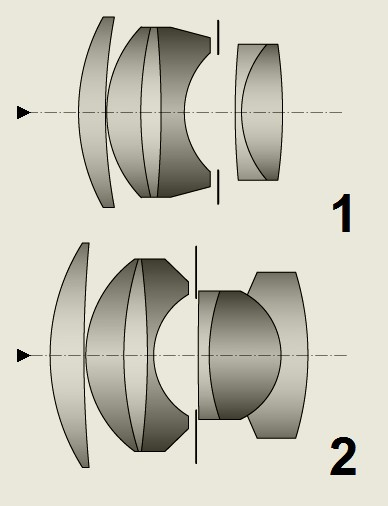
Linsenschnitte früher Sonnar-Objektive
(1) Sonnar 1 : 2 f = 5 cm (DR 1932)
(2) Sonnar 1 : 1,5 f = 5 cm (1932)

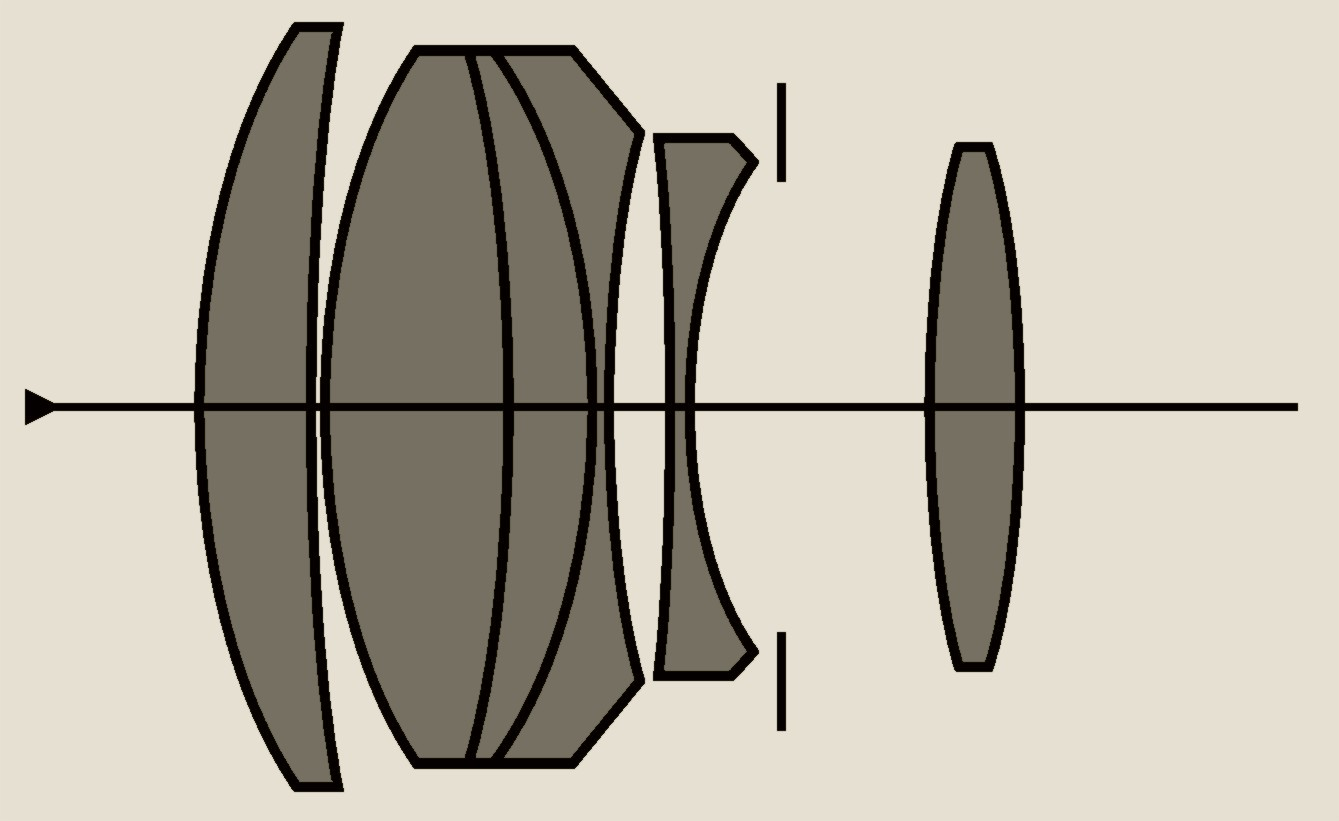
Vorgänger Ernemann Anastigmat „Ernostar“ 1 : 1,8 f = 10,5 cm, der weitest entwickelte Typ (1924)

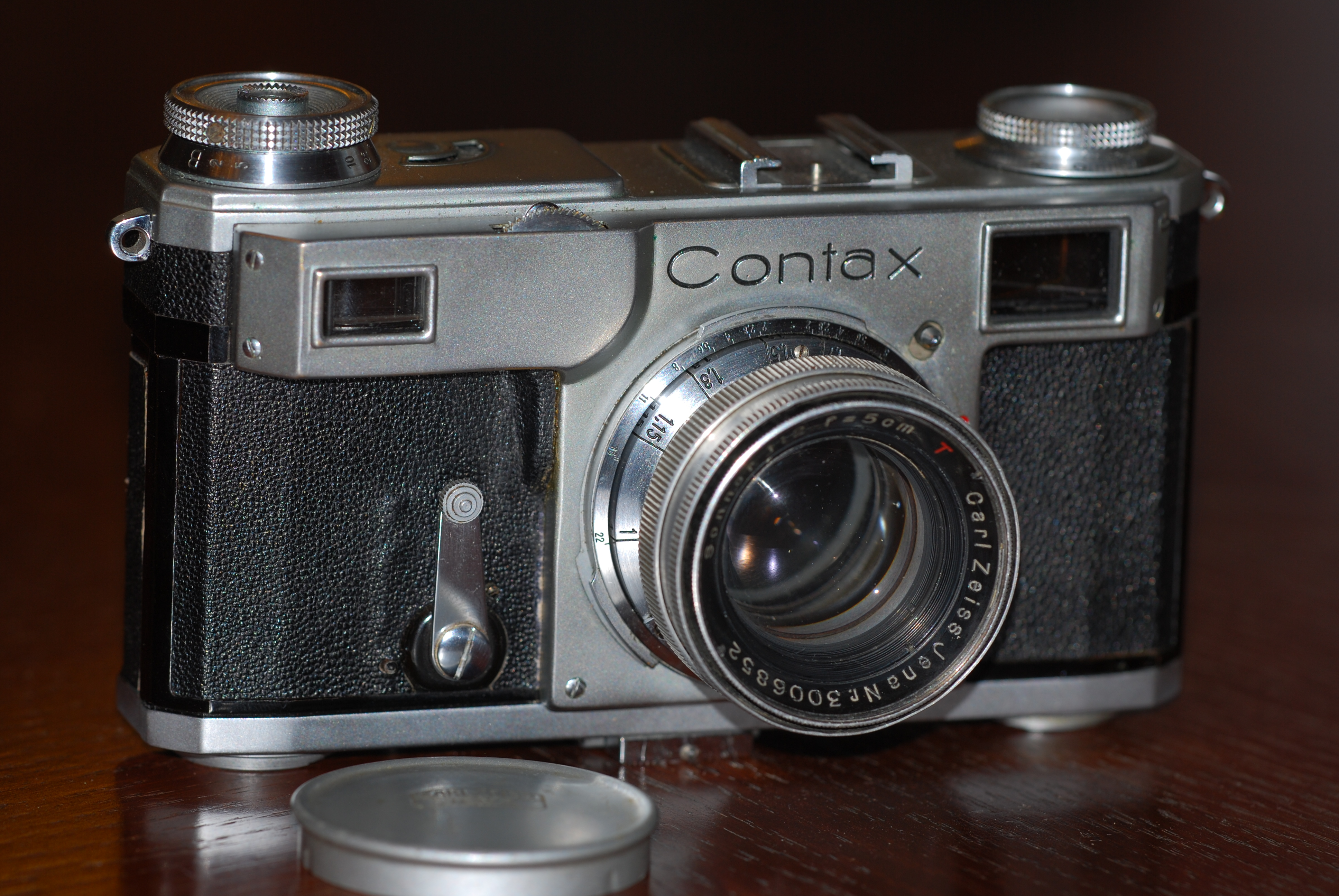
Sonnar 1 : 2 f = 5 cm, Contax II; nach 1940: Objektiv-„T“-Vergütung

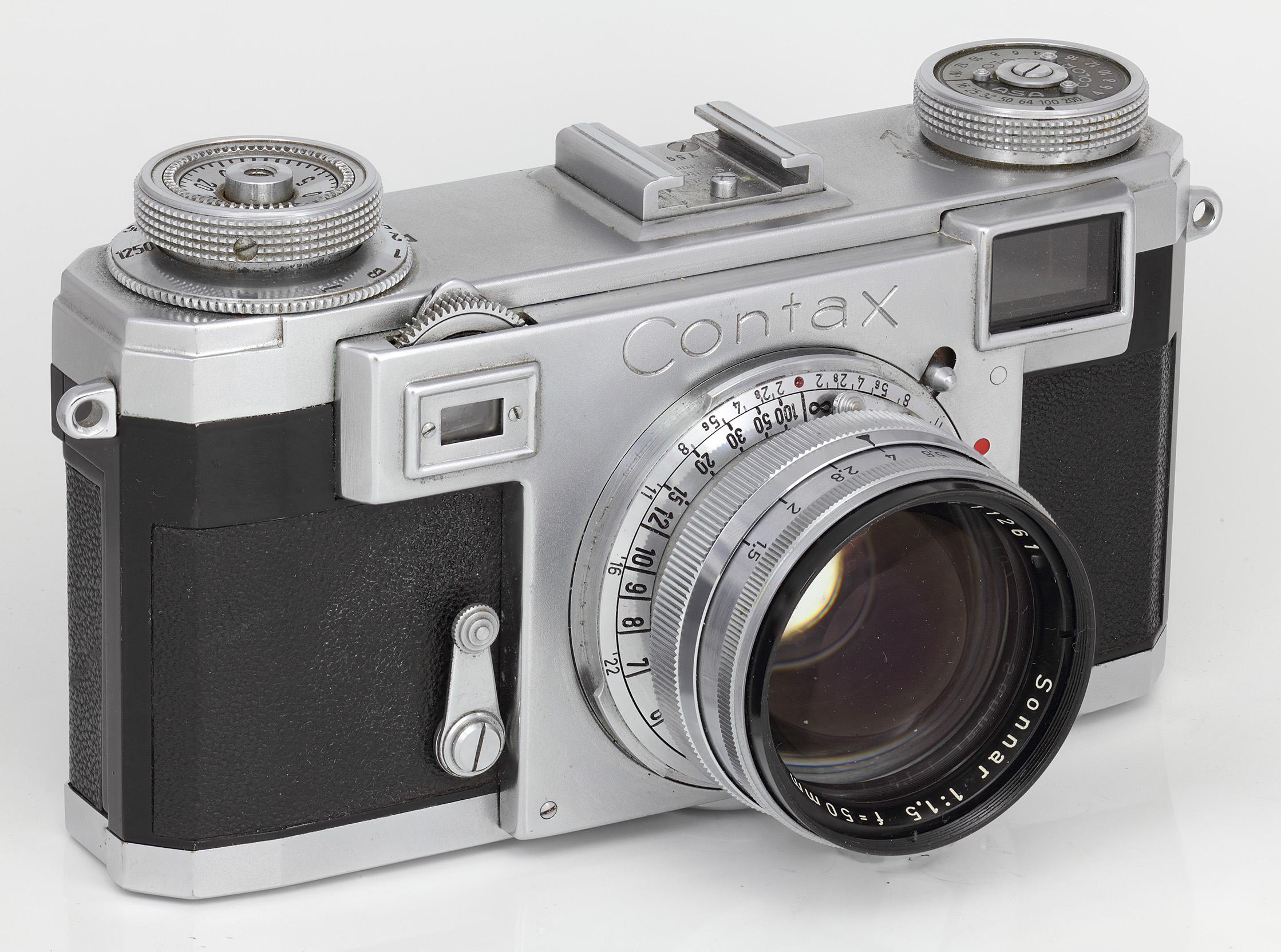
Sonnar 1 : 1,5 f = 5 cm, Contax IIa

„Sonnar“ charakterisiert als Name oder Bezeichnung lange und erfolgreich produzierte Serien von fotografischen Aufnahmeobjektiven, erstmals populär geworden durch ein für Zeiss Ikon 1931 patentiertes und von Carl Zeiss Jena hergestelltes lichtstarkes 50-mm-Normalobjektiv für die Contax-Messsucherkamera. Nach dem Zweiten Weltkrieg wurde der Name „Sonnar“ bis 1990 von VEB Carl Zeiss Jena in der DDR sowie von 1954 bis 1994 als geschützte Marke durch den westdeutschen Rechtsnachfolger Carl Zeiss – seit 1947 in Oberkochen und von diesem überwiegend aus Marketing-Gründen bis heute – weiter verwendet.
Nachdem 1945 der Patentschutz durch den Zweiten Weltkrieg verloren gegangen war, wurden Sonnar-Objektive von anderen Herstellern nachgebaut und modifiziert, insbesondere in der UdSSR (Jupiter, diverse Fälschungen) und in Japan (Zunow, Takumar, Nikkor, Serenar/Canon und andere).
Aufgrund des großen Anwendungsbereichs und der hohen optischen Leistungen der verschiedenen Typen wurden Sonnare millionenfach verkauft. Namhafte Kamerahersteller wie Pentacon, Hasselblad, Rollei, Linhof, Sinar oder Sony waren oder sind Anbieter von Objektiven mit der Bezeichnung „Sonnar“.

## Ursprung des Namens „Sonnar“

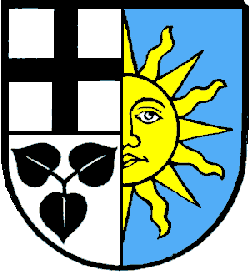
Wappen Sontheim

Die Idee für die Namensgebung geht auf das Sonnensymbol im Wappen der Stadt Sontheim am Neckar zurück. Das ehemals ortsansässige Nettel Camerawerk, 1919 mit den Contessa-Camerawerke des Konstrukteurs und Firmen-Mitinhabers August Nagel in Stuttgart zur Contessa-Nettel AG fusioniert, verwendete Anfang der 1920er Jahre den Namen als Warenzeichen für ein relativ unbekannt gebliebenes, dem Tessar ähnliches Objektiv. Erst nach der Übernahme von Contessa-Nettel in die Zeiss Ikon AG im Jahr 1926 wurde die Bezeichnung „Sonnar“ bekannt.

## Geschichte und Entwicklungslinien der Sonnar-Objektive
Der Artikel beschreibt in zusammenhängenden Abschnitten weitgehend chronologisch die Entwicklung des Sonnar-Objektivs anhand einiger wichtiger Modelle, die über mehr als ein halbes Jahrhundert eine teilweise herausragende Stellung unter der Vielzahl fotografischer Aufnahmeobjektive einnahmen.

### Spitzenobjektive für die „Contax“-Kleinbildkamera
Das strahlende Sonnensymbol stand fortan für die große Öffnung dieses damals neuen Typs von Foto-Objektiven bemerkenswert hoher Lichtstärke, den Ludwig Bertele als Zeiss-Optikkonstrukteur errechnete. Zeiss Ikon patentierte es im selben Jahr für deren Contax – das Konkurrenzprodukt zur damaligen Leica. Die Contax war mit der Normalbrennweite Tessar 1 : 2,8 f = 5 cm Carl Zeiss Jena gegenüber dem ebenfalls als Tessar-Typ konzipierten Leitz Elmar 1 : 3,5 f = 5 cm der Leica bereits lichtstärker ausgestattet, was bei den vorherrschenden extrem niedrigen Filmempfindlichkeiten von umgerechnet ISO 10, maximal ISO 15 ein gewisses Verkaufsargument bedeutete; rückblickend betrachtet waren diese hohen Lichtstärken jedoch mehr dem Prestige geschuldet als dem tatsächlichen Nutzen, da die Leistung der damaligen, vor allem der hochlichtstarken, Objektive bei voller Öffnung generell recht bescheiden war.

### Normalbrennweiten
Um den Qualitätsanspruch gegenüber der Leitz-Konkurrenz zu behaupten, erhielt der damals 26-jährige, außergewöhnlich talentierte Bertele den Auftrag, sein 1924 für die Krupp-Ernemann Kinoapparate AG gerechnetes Schema des richtungsweisenden Ernemann Anastigmat „Ernostar“ 1 : 1,8 f = 10,5 cm unter Verwendung neuartiger Glassorten der Firma Jenaer Glaswerk Schott & Gen. für das 24×36-mm-Kleinbildformat der Contax weiterzuentwickeln. Das kompakte (in der Baulänge verkürzte) Ernostar der Mittelformatkamera Ernemann Ermanox war zu dieser Zeit die lichtstärkste Fotooptik des Weltmarktes; die äußerst innovativen Ernemann-Objektive bedeuteten für Zeiss eine weitere ernsthafte Konkurrenz, die man als führendes Optikunternehmen nicht zu dulden gedachte: Mit Hilfe von Insiderwissen der Deutschen Bank und Absprachen mit dem Mehrheitsbesitzer Krupp wurde der Firmengründer Heinrich Ernemann heimlich finanziell unterwandert und die Firma 1926 durch eine feindliche Übernahme in den Zeiss’schen Konzern eingegliedert.
Im Ergebnis bestanden Berteles 50-mm-Sonnare mit den Öffnungen 1 : 2 und 1 : 1,5 von 1932 aus 6 bzw. 7 Linsen/Gliedern in 3 Gruppen, deren verkittete Flächen in vorteilhafter Weise weniger Licht reflektierten als freistehende Linsen. Die Umsetzung dieses Grundgedankens war von erheblicher Bedeutung, da die Vergütung zur Unterdrückung von Linsenreflexionen bei gleichzeitiger Erhöhung der Lichtdurchlässigkeit noch nicht erfunden war. Beispielsweise besaß ein unvergütetes 4-linsiges 1 : 2-Ernostar mit 8 Glas-Luft-Flächen einen 48 %igen Lichtverlust, der die effektive, tatsächlich wirksame Öffnung um knapp −1 Blendenstufen auf 1 : 2,8 verringerte (gleichbedeutend mit der nötigen Berücksichtigung einer doppelten Belichtungszeit).
Die in den Handel gekommenen Carl Zeiss Jena 50-mm-Sonnare – sowie die zur selben Zeit bzw. wenige Jahre später herausgebrachten Sonnare mittlerer und längerer Brennweiten – galten den Foto-Objektiven ihrer Zeit als überlegen, da sie gegenüber anderen Entwürfen gleichzeitig lichtstärker, kontrastreicher und höher auflösend (siehe auch: Schärfe) waren. Diese Führungsposition konnte bis nach 1945 über zwei Jahrzehnte hinweg behauptet werden, nicht zuletzt durch Leistungsverbesserungen durch die seit Anfang der 1940er Jahre verwendete T-Vergütung und weiterer Optimierungen Berteles auf der Grundlage neuer optischer Gläser.

### Historische Machbarkeitsstudie

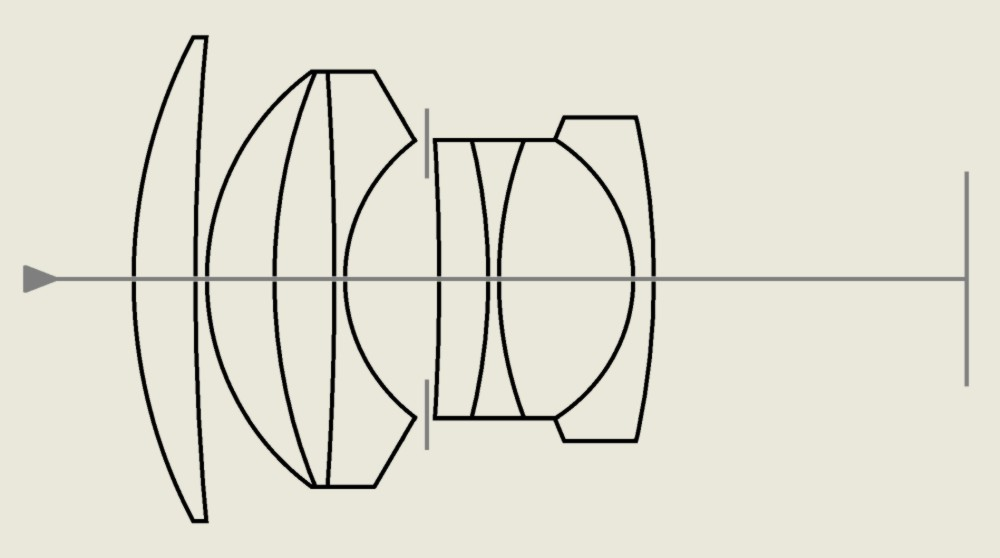
Patent für ein 50-mm-Sonnar mit einer Öffnung von 1 : 1,4 (1941)

Die Zielsetzung, die optische Leistung des Sonnars bei weiter gesteigerter Lichtstärke unter Beibehaltung von 6 Glas-Luft-Flächen zu verbessern, veranlasste Bertele im Übrigen zu aufwändigen Entwürfen, die jedoch aus technischen und ökonomischen Gründen nicht in marktfähige Produkte umgesetzt wurden. Unter dem 1941 veröffentlichten US-Patent 2254511 A ist ein aus dem Sonnar 1 : 1,5 f = 5 cm von 1932 abgeleitetes Objektiv mit der Öffnung 1 : 1,4 belegt, dessen hintere Gruppe außerordentlich komplex aus 4 verkitteten Gliedern besteht. Der Entwurf beabsichtigte neben der Erhöhung der Lichtstärke die mithin unerlässliche Reduzierung der Komafehler bei weit geöffneter Blende und nahm dieserart bereits die Erkenntnis zur Notwendigkeit von mindestens 7, eher 8 Linsen späterer hochkorrigierter ƒ/1,2-Objektive vorweg, obschon das Sonnar nicht über deren Möglichkeiten zur Fehlerkorrektur verfügte: 5 verkittete Flächen bedeutete den Verzicht auf die erhebliche Anzahl von 10 individuellen Linsenradien bzw. exponentiell wachsender Freiheitsgrade in der optischen Rechnung. Insofern belegt der Entwurf eindrucksvoll die hohen Fähigkeiten Berteles, mit dem Sonnar unter den gebotenen Kompromisslösungen jener Zeit eine maximal leistungsfähige Optik zu erschaffen.

### Mittlere Brennweiten – die erfolgreichsten Sonnare

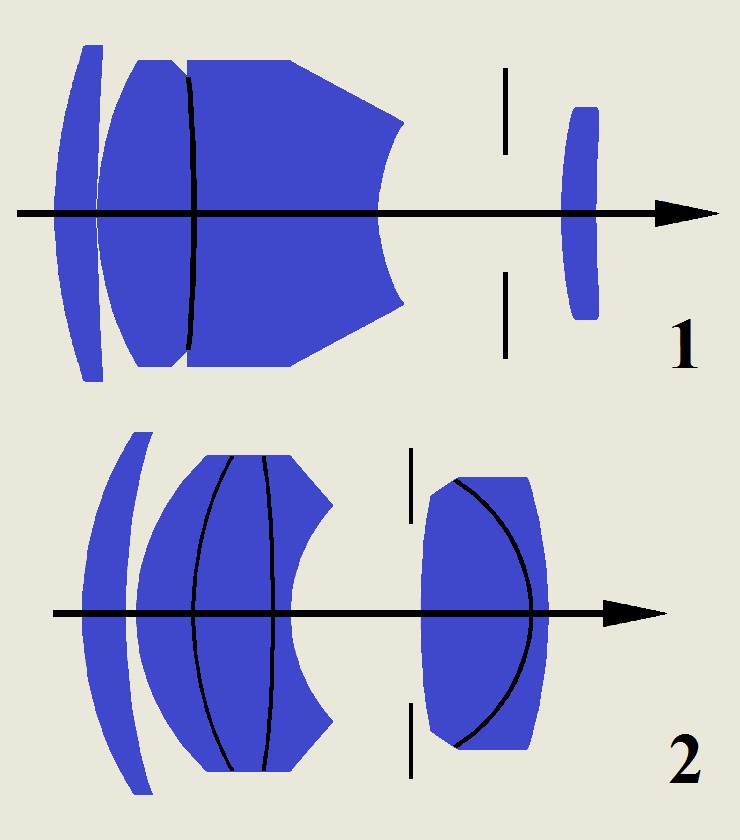
Sonnar – mittlere Teleobjektiv-
Brennweiten (Kleinbildformat)
(1) Sonnar 1 : 4 f = 13,5 cm (1932)
(2) Sonnar 1 : 2 f = 8,5 cm (1932)

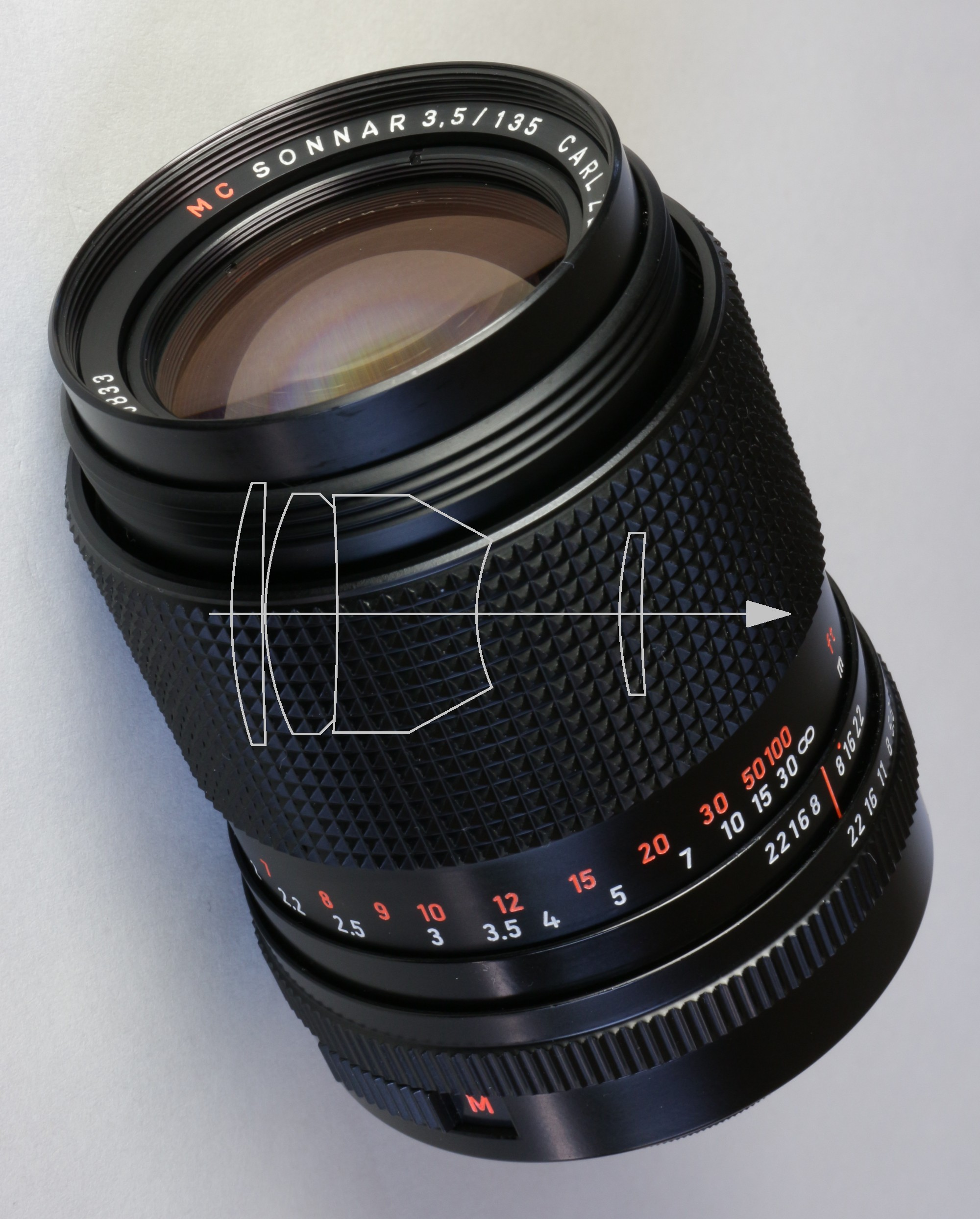
MC Sonnar 3,5 / 135 Carl Zeiss Jena DDR für das Kleinbildformat; spätere lichtstärkere Version (Produktion: 1980er Jahre)

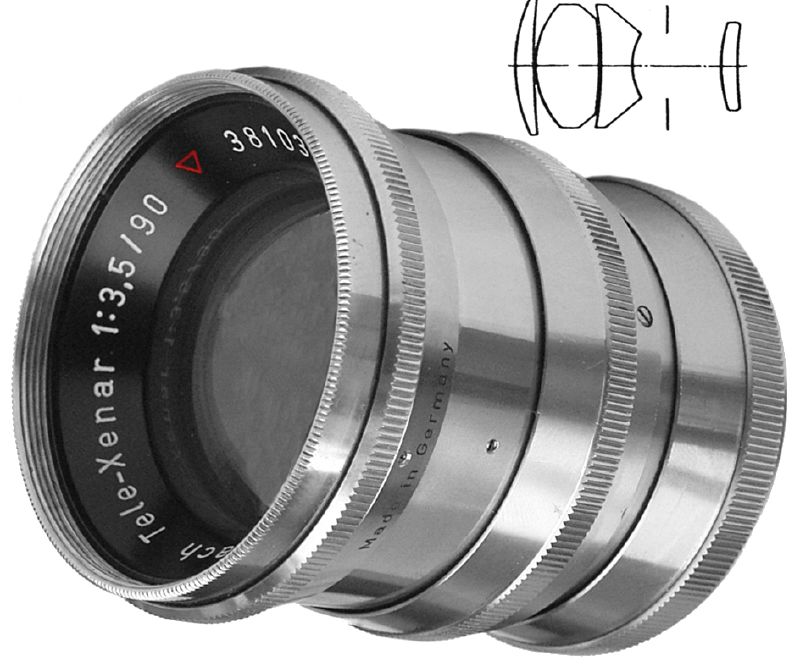
Schema des Sonnar 1 : 4 / 135: Schneider-Kreuznach Tele-Xenar 1 : 3,5 / 90 für das Kleinbildformat (1957)

Ungefähr zeitgleich mit den 50-mm-Sonnaren brachte Zeiss 1932 eine von Bertele im Jahr zuvor gerechnete längere Brennweite in einer überarbeiteten Version auf den Markt, deren Erfolgsgeschichte sich – vor allem nach 1945 in der Sowjetunion und Japan mit millionenfach direkt oder in abgewandelter Form nachgebauter und in Westdeutschland zusätzlich und erfolgreich zum Mittelformat konvertierter Modelle – bis zum Anfang des 21. Jahrhunderts erstreckte.
Das besondere und typische Konstruktionsmerkmal des Sonnar 1 : 4 f = 13,5 cm Carl Zeiss Jena bestand grob skizziert in einem Doppelglied aus einer bikonvexen Fluorit/Flussspat-Linse (Fluor-Kronglas) mit hohem Brechungsindex und niedriger Dispersion und einer ungewöhnlich voluminösen, bikonkaven dicken Linse (Blei-Flintglas) mit hohem Brechungsindex und hoher Dispersion insgesamt negativer Brechkraft (Brechwert) zur Bildfeldebnung und Korrektur von chromatischer- und sphärischer Aberration bei gleichzeitiger Reduzierung der Fokuslänge. Die Fluorit-Linse besaß dabei eine kollektive Funktion zur Beseitigung der Dispersion durch chromatische Unterkorrektion im Zusammenspiel mit der vorderen, als Meniskus ausgeführte Sammellinse sowie dito Überkorrektion mit der dicken Flintglas-Linse. Ein zweiter Meniskus mit positivem Brechwert und minimaler sphärischen Aberration korrigierte als hintere Gruppe Komafehler und gegenläufig die restliche Dispersion der vorderen Gruppen. In der Summe führten die Methoden zur Beseitigung des Astigmatismus und der Koma sowie der Farbfehler und der Bildfeldwölbung zu hervorragenden Auflösungs- und Kontrastwerten bei bereits offener Blende. Solchermaßen aus nur 4 Linsen und 6 Luft-Glas-Flächen bestehend, verkörperte das 135-mm-Sonnar im Prinzip eine eigenständige optische Konstruktion einer verkürzten „Tele“-Brennweite.
Nach dem Zweiten Weltkrieg im optischen Aufbau unverändert sowie ab etwa 1965 mit leicht erhöhter Lichtstärke herausgebracht, erreichte die Jenaer Produktion des 135-mm-Sonnars bis zum Auslaufen um 1990 insgesamt beachtliche Stückzahlen; auch heute noch zählen beide Versionen zu den beliebten Objektiven, die gebraucht gehandelt werden, wenn auch nur in einem wirtschaftlich unbedeutenden Umfang.

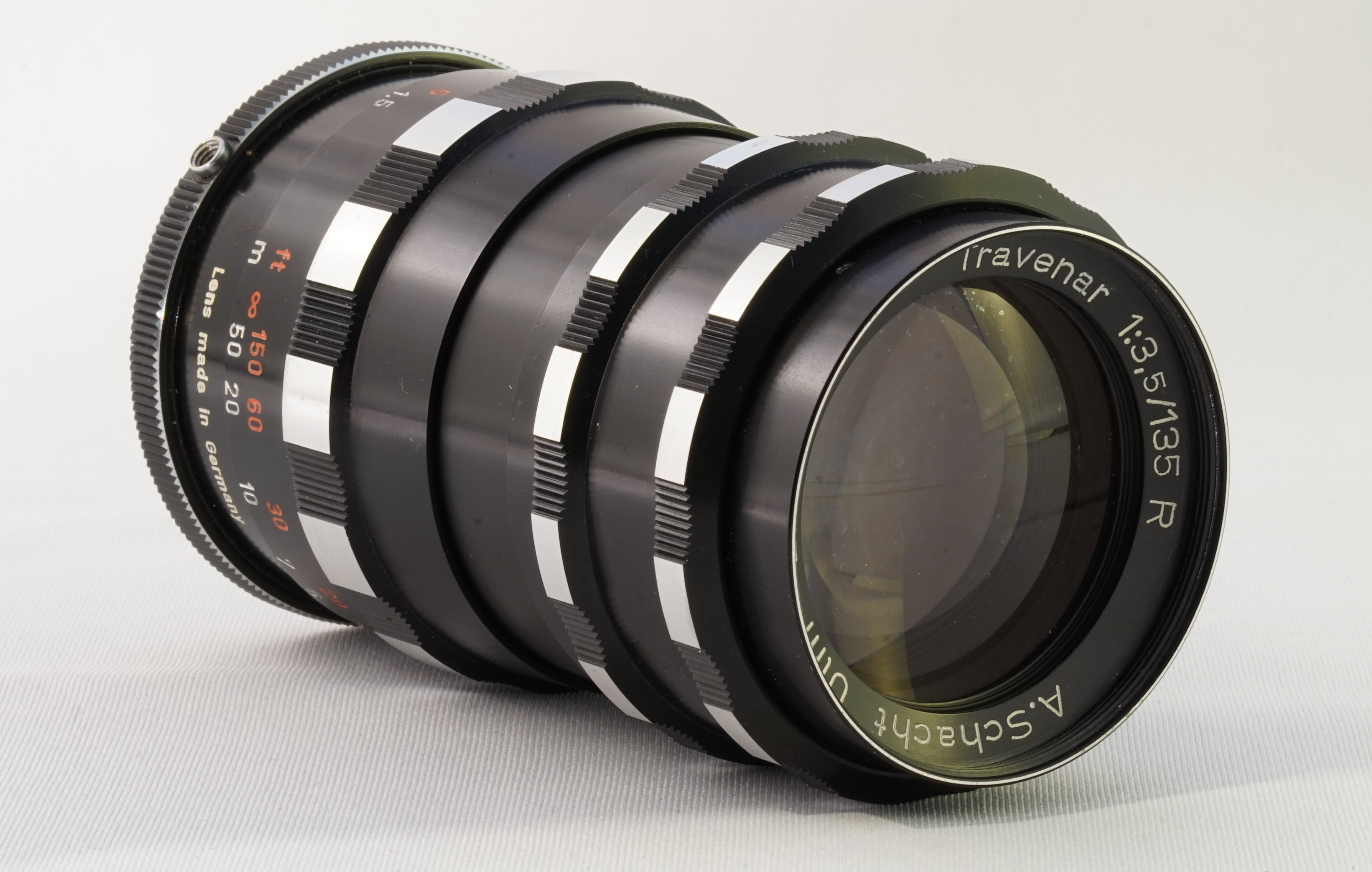
Von L. Bertele modernisierter 135-mm-Ernostar/Sonnar-Typ A. Schacht Ulm Travenar 3,5 / 135 R für das Kleinbildformat (Produktion von ca. 1960)

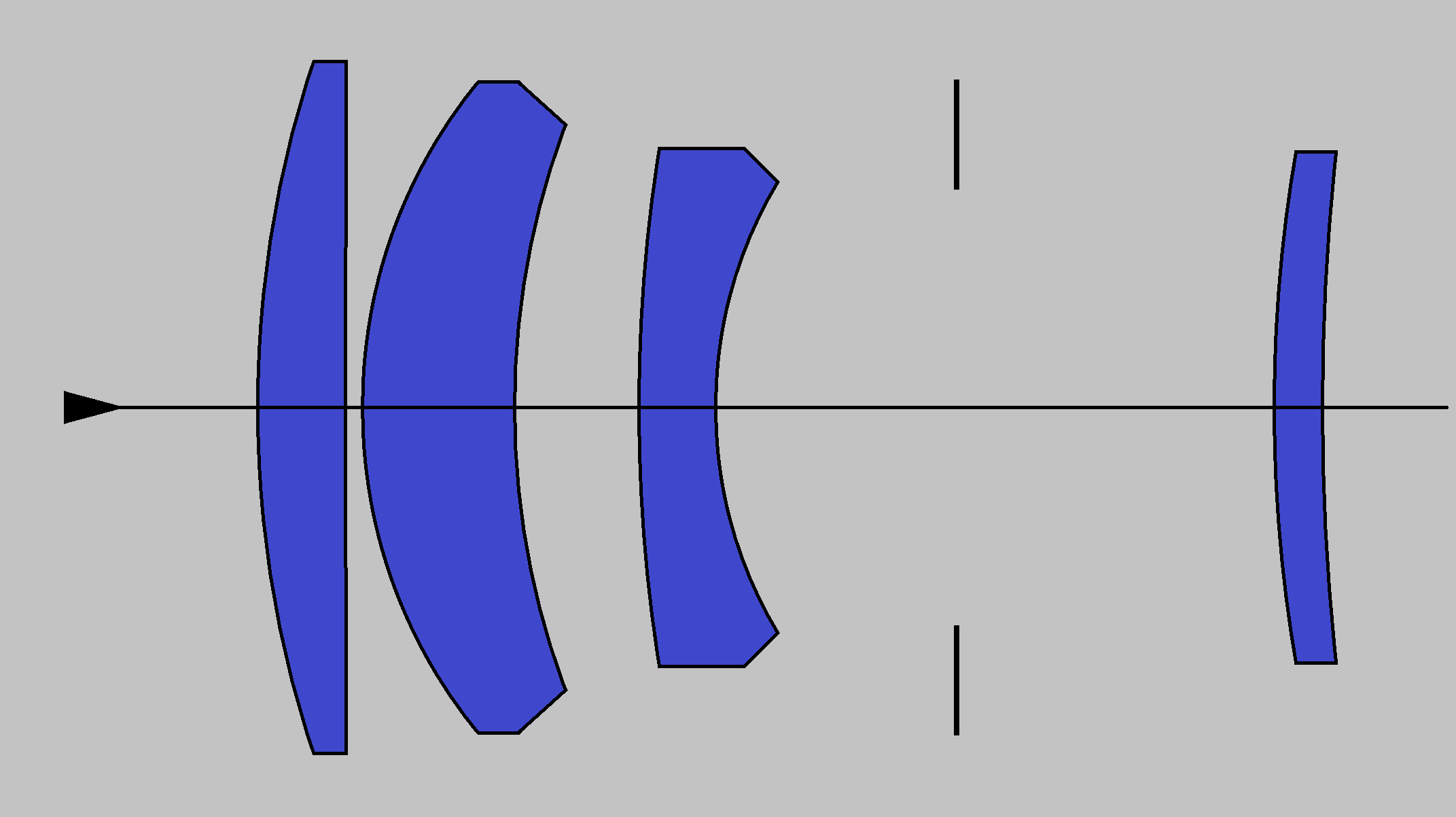
Travenar 3,5 / 135

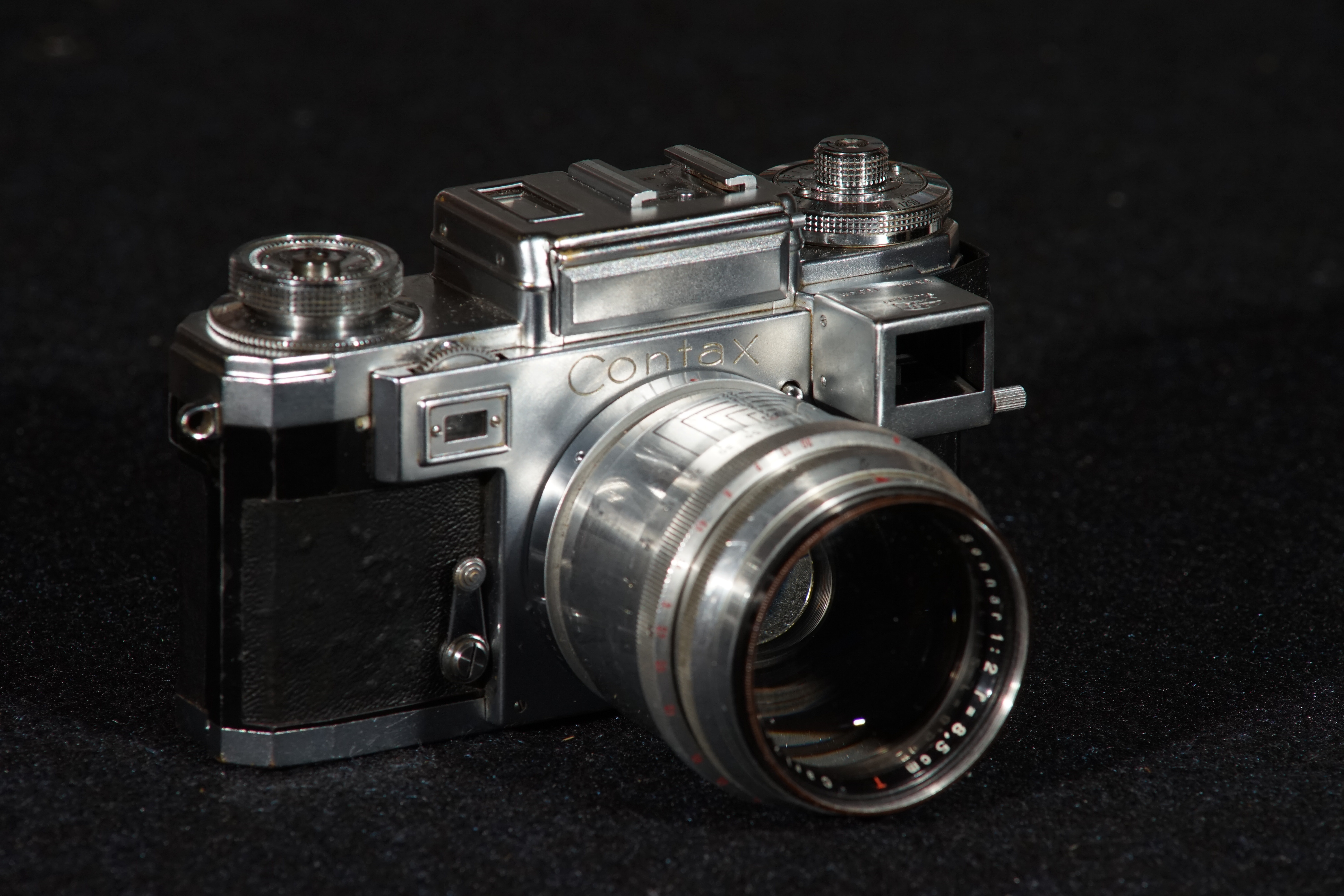
Sonnar 1:2 f=8,5 cm, gebaut um 1947 in Jena, T-vergütet, Contax III a mit Suchervorsatz 563/03

Die Entwicklung und Produktion einer auf 1 : 3,5 erhöhten Lichtstärke in Form einer grundsätzlich überarbeiteten Rechnung fand bereits rund 10 Jahre früher in der Schweiz bzw. in Westdeutschland statt. 1946 zu Wild Heerbrugg in die Schweiz ausgewandert, verfügte Ludwig Bertele über ein eigenes Optikbüro, welches u. a. die Objektivberechnungen für den in Ulm ansässigen Objektivhersteller Albert Schacht übernommen hatte. Mitte der 1950er Jahre realisierte Bertele mit dem A. Schacht Ulm Travenar 3,5 / 135 auf diese Weise eine Modernisierung seines 135-mm-Sonnars mit nun 4 einzeln stehenden und darüber hinaus rationell zu fertigender Linsen (zu den Hintergründen dieser Modernisierungsmaßnahmen siehe auch den Abschnitt Neurechnungen unter historischem Namen). Die optische Auslegung dieser Teleobjektiv-Bauweise verbindet dabei Elemente des 10-cm-Ernostar und des 13,5-cm-Sonnar in Kombination mit Mehrschicht-Vergütungen der Linsen hochbrechender/anomal dispergierender Gläser und wurde damit zum Vorbild für Neuentwicklungen anderer Hersteller.
Vergleichbar dem Ernostar/Sonnar-Typ Berteles konnte man einige Jahre später (1964) bei Carl Zeiss in Oberkochen für die Contarex sowie um 1975 für die Nachkriegs-Contax die Lichtstärke des 135-mm-Sonnars in verschiedenen Versionen deutlich auf 1 : 2,8 steigern, indem zur Erhöhung der Korrekturmöglichkeiten beispielsweise alle 4 Linsen einzeln stehend ausgelegt oder das vordere Doppelglied in Einzellinsen aufgelöst und der Meniskus der hinteren Gruppe durch ein Doppelglied ersetzt wurde. Die Produktion des Carl Zeiss Sonnar 2,8 / 135 T* wie auch das nach dem gleichen Schema konzipierte Sonnar 2,8 / 85 T* mit dem Contax/Yashica-Bajonett stand bereits unter einer Zeitenwende technologischer Versäumnisse, deren wirtschaftlich negative Auswirkungen die ehemals marktbeherrschende Position der deutschen Kameraindustrie auf dem Sektor der Kleinbildfotografie seit dem Ende der 1950er Jahre erfasst hatte. Der stagnierenden Kameraproduktion versuchte Zeiss-Ikon Anfang der 1970er Jahre durch eine Kooperation mit dem erfolgreichen japanischen Hersteller Yashica zu begegnen, die Kleinbild-Objektivsparte einschließlich der neu entwickelten Optiken von Carl Zeiss ging nach anfänglicher Serienfertigung in Oberkochen den gleichen Weg.
Zumindest dem Namen nach hat das vorstehend genannte Porträtobjektiv Sonnar 2,8 / 85 T* einen berühmten Ahnen in Form des lichtstarken Sonnar 1 : 2 f = 8,5 cm Carl Zeiss Jena. Es handelt sich dabei um die kürzeste der von Bertele gerechneten Teleobjektiv-Brennweiten, die in Serie produziert wurden und die alle einen legendären Ruf erlangten. Nach der 6-linsigen Rechnung von 1933 begann 1939 die Produktion der erheblich verbesserten 7-linsigen Neurechnung L. Berteles in 3 Gruppen entsprechend dem bekannten Linsenschnitt. Dieser visualisiert die direkte Verwandtschaft mit den 1,5/50-mm-Sonnaren; bezüglich Verwandtschaft traf dies im Übrigen auch für die ersten Nachkriegsserien des 85-mm-Sonnars für die westdeutsche Contax und Contarex zu.

### Lange Brennweiten – die „Olympia-Sonnare“

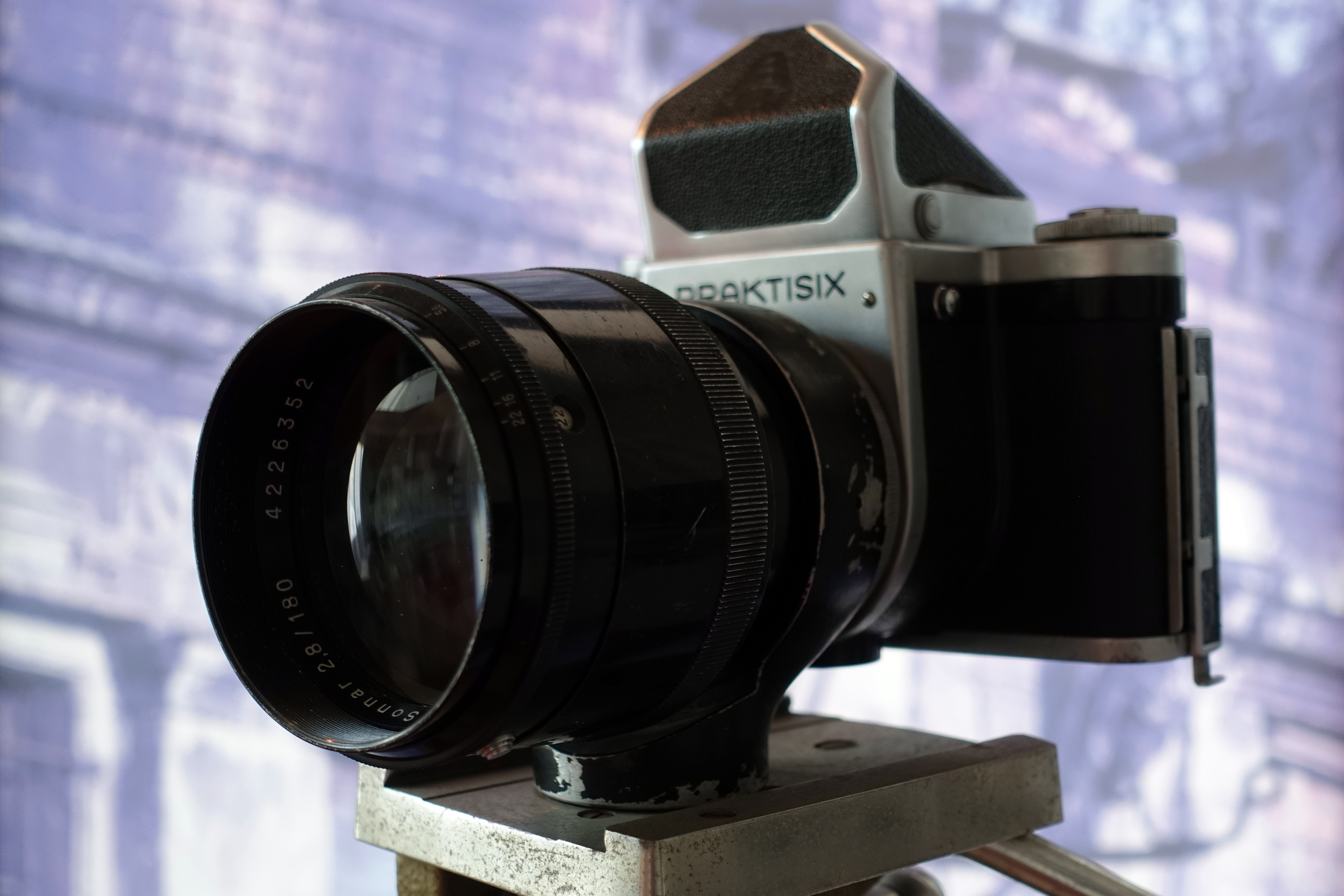
„Praktisix“-Spiegelreflexkamera (mit Zeiss Sonnar 2,8/180) VEB Kamerawerke Niedersedlitz, Dresden 1956 im Deutschen Fotomuseum

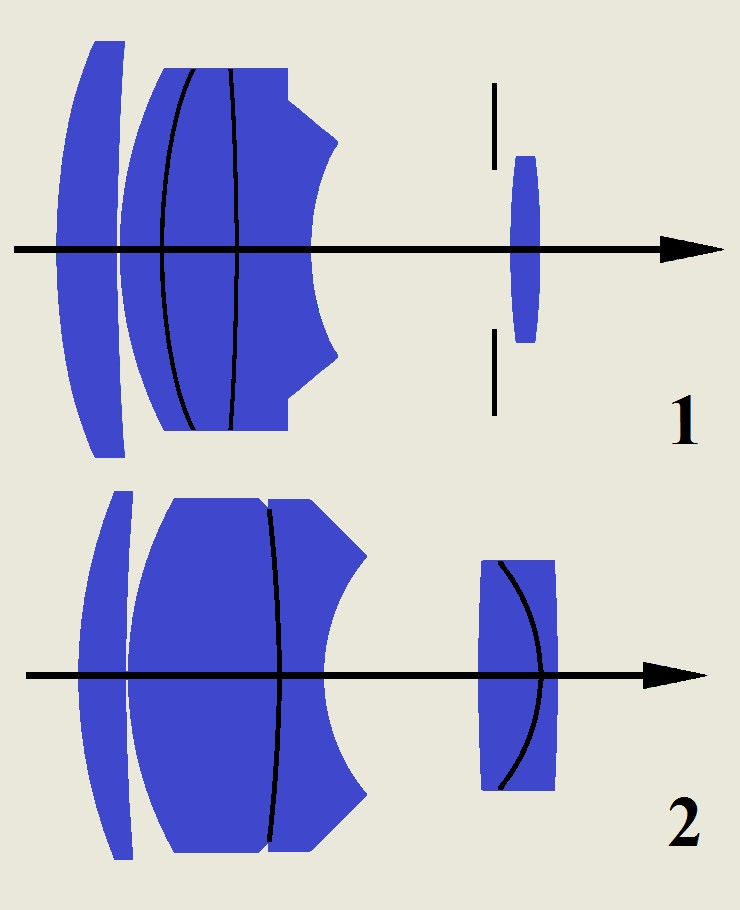
Sonnar – längere Teleobjektiv-
Brennweiten (Kleinbildformat)
1) Sonnar 1 : 2,8 f = 18 cm (1936, bekannt als „Olympia-Sonnar“)
2) Sonnar 1 : 4 f = 30 cm (1937, „Zweites Olympia-Sonnar“)

Im Anschluss an die beiden 135- und 85-mm-Sonnare ersann Bertele 1936 nahe am Linsenschema des Sonnar 1 : 2 f = 5 cm ein ebenfalls wegweisendes Zeiss-Objektiv längerer Brennweite. Im 5-linsigen Teleobjektiv Sonnar 1 : 2,8 18 cm Carl Zeiss Jena – heutzutage auch „Olympia-Sonnar“ genannt – ersetzt dabei eine einzelne bikonvexe Sammellinse das rückwärtige 3-fach-Kittglied und verdeutlicht damit wiederum den Zusammenhang mit dem fortschrittlichen Ernostar 1 : 1,8 f = 10,5 cm als unmittelbarem Vorgänger des Sonnar 1 : 2 f = 5 cm. Nach dem Zweiten Weltkrieg wurde das 18-cm-Sonnar von Bertele neu gerechnet – ein Patent aus dem Jahre 1952 belegt eine Trennung des 3-fach-Kittglieds zwischen dessen erster und zweiter Linse durch einen schmalen Luftspalt mit unterschiedlichen Radien der beiden gegenüberstehenden Linsenelemente. In Anbetracht der zu dieser Zeit standardmäßig verfügbaren Vergütungen bedeutete dies eine unproblematische Erweiterung von Luft-Glas-Flächen mit dem Ziel besserer Korrekturmöglichkeiten. Unbelegt ist jedoch eine Serienfertigung dieser Nachkriegsversion des „Olympia-Sonnars“ von 1936 als ein möglicher Vorgänger des ab 1966 für die Contarex gebauten Carl Zeiss Sonnar 1 : 2,8  f = 180 mm (4 einzelne Linsen).
Dem außergewöhnlichen Schema des Sonnar 1 : 4 13,5 cm von 1932 folgend, errechnete Bertele – hauptsächlich durch die an die Brennweite angepasste vordere zweite und dritte Linse sowie durch eine Umwandlung des rückwärtigen Meniskus in ein entsprechend ausgeführtes achromatisches Doppelglied – 1937 das Sonnar 1 : 4 f = 30 cm Carl Zeiss Jena (auch: „Zweites Olympia-Sonnar“). Das 5-linsige Objektiv war insofern eine Besonderheit, als nur wenige Exemplare hergestellt wurden und es sich de facto um eine Machbarkeitsstudie für weitergehende (vermutlich militärische) Zwecke handelte, da eine normale Verwendung an der Contax ohne spezielle Fokussiereinrichtung praktisch nicht möglich war. Nach einer leichten Überarbeitung der Rechnung von 1940 wurde es erst nach dem Zweiten Weltkrieg in Form des (später vergüteten) Sonnar 1 : 4 f = 30 cm (T) Carl Zeiss Jena in Serie produziert; als mit Abstand teuerstes Kleinbild-Objektiv war dessen Erfolg in Bezug auf Stückzahlen gering.

### Weiterentwicklung zum Mittelformat

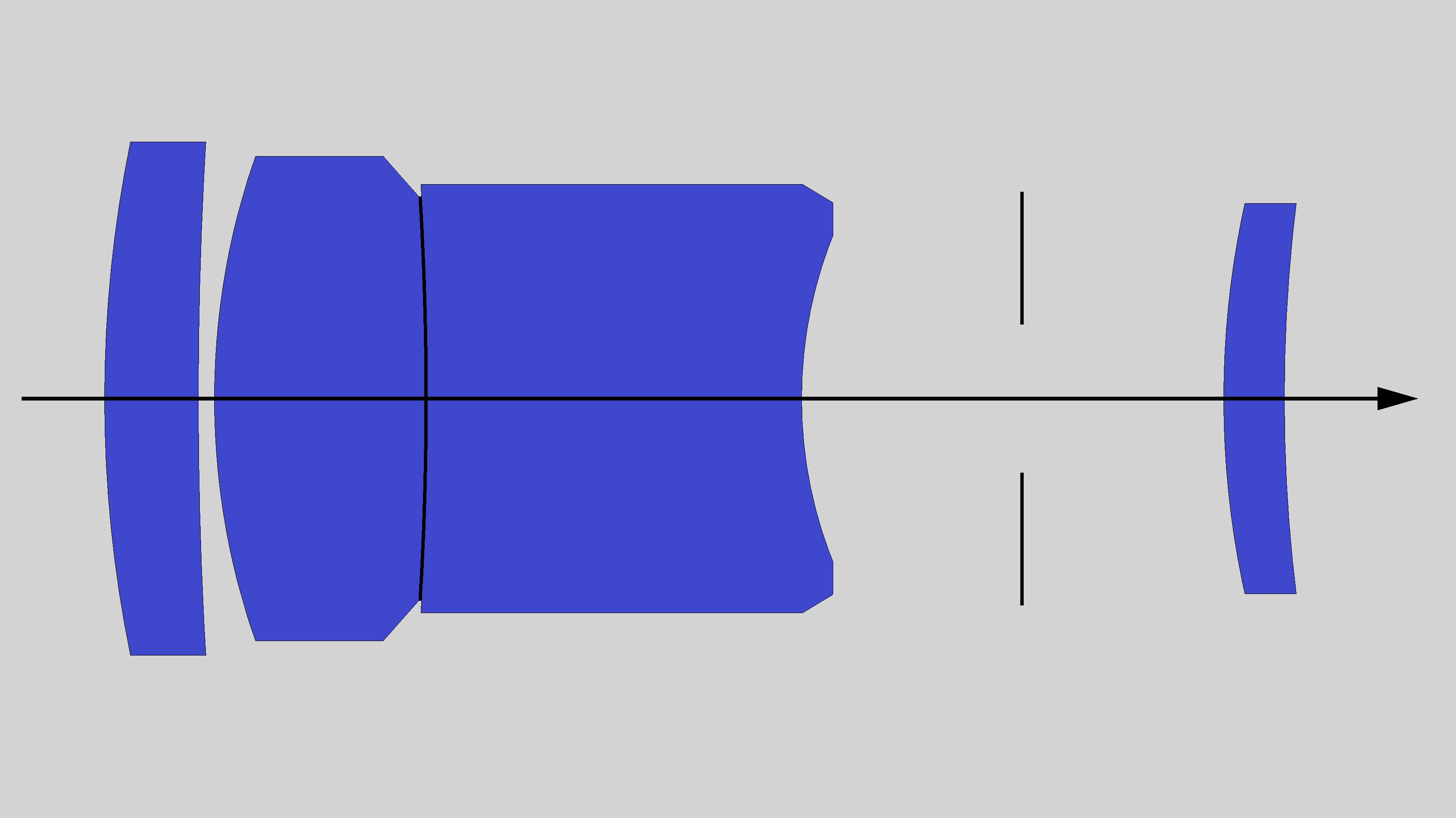
Schema des Sonnar 1 : 4 / 135: Carl Zeiss Sonnar 1 : 5,6 f = 250 mm für das Mittelformat (Westdeutschland, ca. 1952)

Anfänglich für die optischen Anforderungen hinsichtlich Auflösungsvermögen, Kontrast und Lichtstärke des Kleinbildformats entwickelt, erschlossen die optischen Prinzipien Berteles längerbrennweitiger Sonnare Brennweitenbereiche bis 300 mm, deren weitere Entwicklung Anfang der 1950er Jahre den Einsatz für professionelle Mittelformat- und Fachkameras bis zum Format 9 × 12 cm / 4 × 5 ", wie z. B. der Linhof Technika, ermöglichte. Eine direkte Ableitung des hochgeschätzten Sonnar 1 : 4 13,5 cm von 1932 sind die ab den 1950er Jahren von Carl Zeiss Oberkochen für die weltbekannten und mittlerweile klassischen 6×6-Kameras der Firma Hasselblad gebauten Objektive Carl Zeiss Sonnar T* 1 : 4 f = 150 mm, 1 : 4 f = 180 mm und 1 : 5,6 f = 250 mm. Zeiss fertigte diese Objektive zudem passend für Mittelformatkameras der Kamerahersteller Rollei und Sinar.
Für die Mittelformatkameras Praktisix und später Pentacon Six kam 1959 das Sonnar 2,8 / 180 Carl Zeiss Jena DDR auf den Markt und übernahm als neu gerechnetes Mittelformat- sowie als adaptierbares Kleinbild-Objektiv fortan die Rolle seines berühmten (Kleinbild-)Vorgängers. Des Weiteren erfuhr auch das 30-cm-Kleinbild-Sonnar 1963 eine Weiterentwicklung zum Mittelformat. Der optische Aufbau wurde weitgehend unverändert übernommen; die wesentliche Neuerung des Sonnar 4 / 300 Carl Zeiss Jena DDR ist eine automatische Springblende, die durch eine plane zusätzliche Linse geschützt wird. Dem Objektiv wird nach einer Quelle schlechte Abbildungseigenschaften nachgesagt, die unter denen des Orestegor 4 / 300 Meyer-Optik Görlitz liegen und daher zu einer Neukonstruktion geführt haben sollen. Das Objektiv wurde jedoch in neuerer Zeit verschiedentlich getestet und verwendet und für gut befunden. Nach heutigem Kenntnisstand führten daher unvertretbar hohe Produktionskosten in der Rohglasherstellung, insbesondere der aufwändig zu erschmelzenden Flouritgläser, zu dessen Produktionseinstellung. Nach der Neueinführung der sogenannten MC Variante wurden nochmals mindestens 500 Sonnare der alten Bauart gefertigt, jedoch in einer schwarzen gerändelten Fassung.

### „Weitwinkel-Sonnar“ unter der Bezeichnung „Biogon“

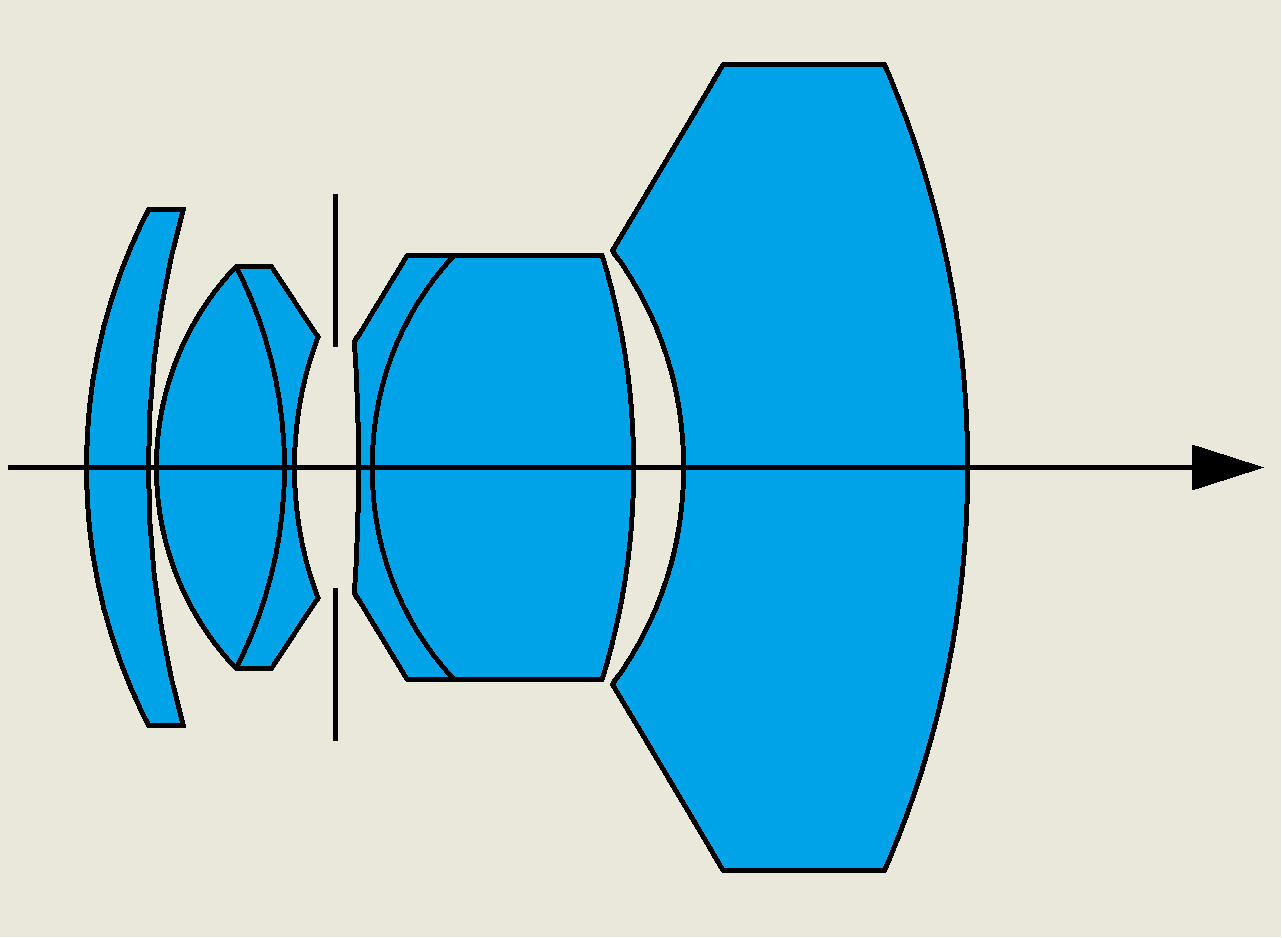
Aus dem 50-mm-Sonnar abgeleitetes Biogon 1 : 2,8 f = 3,5 cm (1936; Schnittmodell)

Mit den 50-, 85-, 135- und 180-mm-Sonnaren standen 1936 vier elementare Brennweiten dieses neuen Typs von Objektiven für die Contax zur Verfügung, was fehlte, waren ebenbürtige Weitwinkelobjektive. Deren Konstruktion war vor allem hinsichtlich der Bewältigung der Optischen Vignettierung schwierig. Ludwig Berteles Weg zur Lösung des Problems bestand im Wesentlichen darin, die rückwärtige Gruppe der 50-mm-Sonnare aufzulösen und diese zu einem Doppelglied und einer rückwärtigen Linse ungewöhnlich großen Durchmessers (Austrittspupille > Eintrittspupille) umzuwandeln, die einen Bildwinkel von 65° mit nur geringer Vignettierung auszeichnen konnte. Seine Rechnung mündete in einem Versuchsobjektiv der bezeichnenden Gravur Muster Sonnar 1 : 2,8 f = 3,5 cm (6 Linsen, 8 unvergütete Luft-Glas-Flächen) sowie 1936 in einer überarbeiteten Version im Carl Zeiss Jena Biogon 1 : 2,8 f = 3,5 cm und markierte damit den Bezugspunkt für einen weiteren außerordentlich erfolgreichen Objektiv-Typ.

### Neurechnungen unter historischem Namen

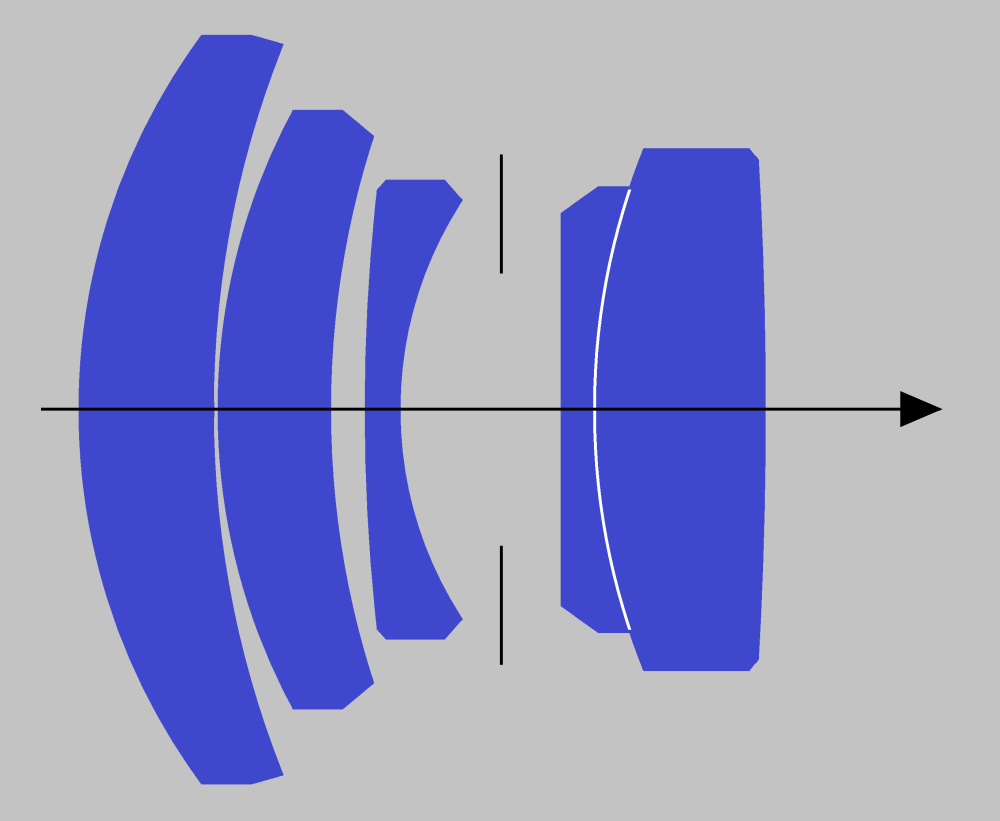
Modernes „Sonnar“ 1 : 2,8 40 mm (Rollei 35 S, Kleinbildformat, 1974)

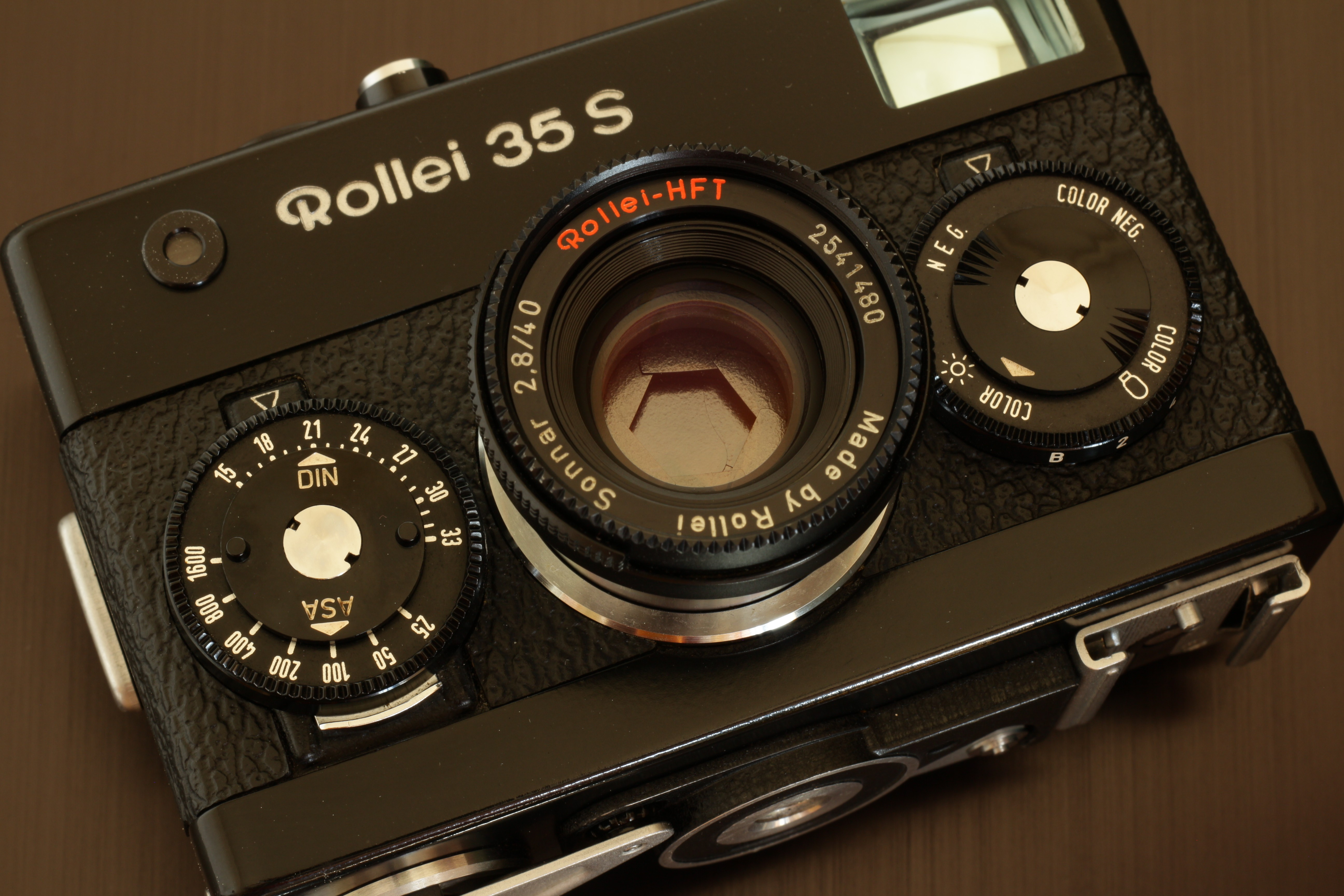
Sonnar 2,8 / 40 Rollei-HFT der Rollei 35 S (in der Vergrößerung wird die Anordnung der Blenden- und Verschlusslamellen sichtbar)

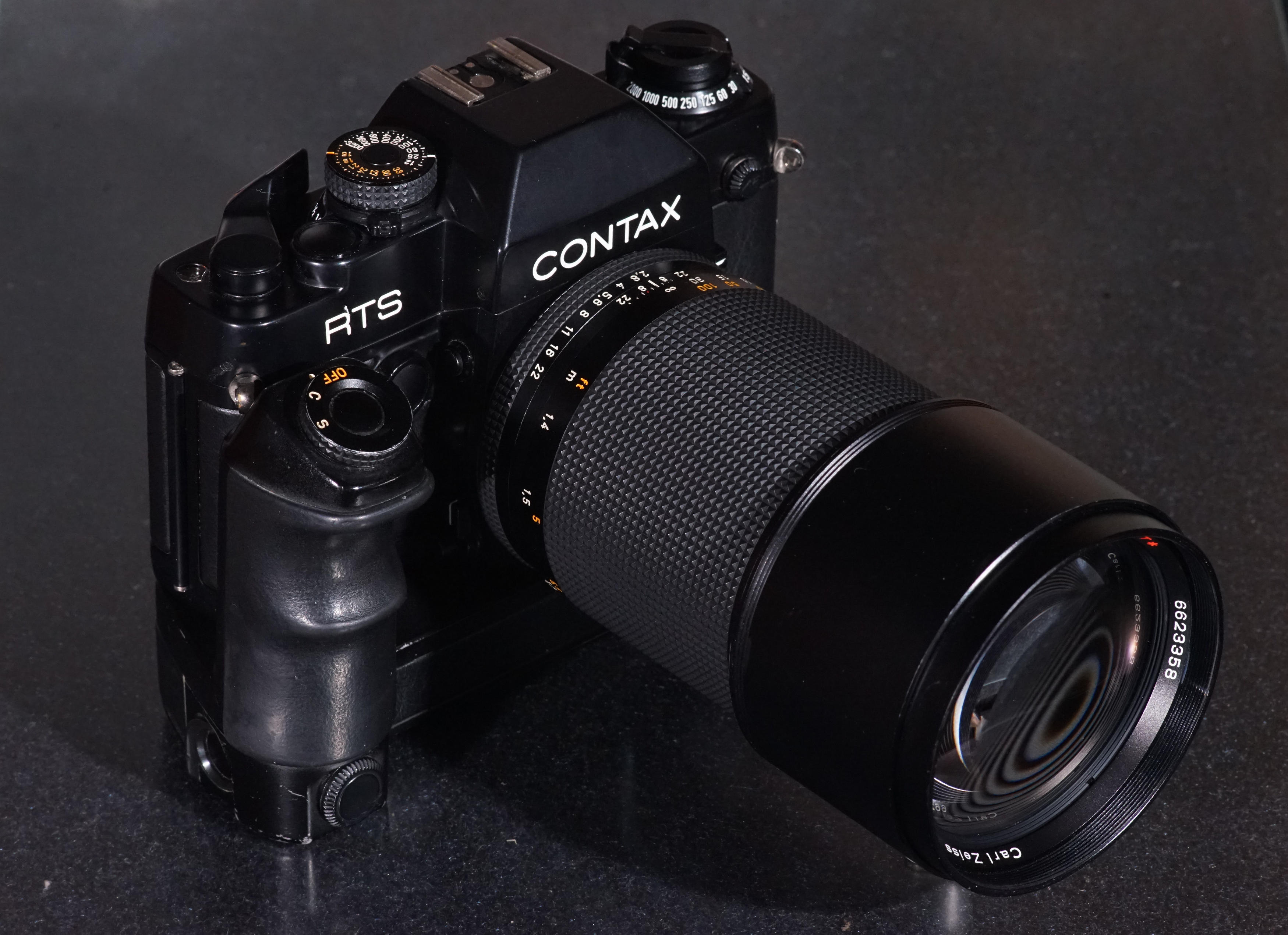
Die 1982 vorgestellte Bauform des „Olympia-Sonnar“ 2,8/180, eine Sonnar-Konstruktion mit Floating elements, an einer zeitgenössischen Contax RTS II

Der optischen Leistung des Sonnars stand eine aufwändige und teure Fertigung gegenüber, die sich aus den hohen Anforderungen der Herstellung und Zentrierung der verkitteten Dreifachglieder mit starker Krümmung (lange Kreisbögen kleiner Radien) und der Qualitätssicherung homogener fehlerfreier Gläser, insbesondere großvolumiger Linsen, ergaben. Die Vergütung kostengünstig zu fertigender, schmaler und weniger stark gekrümmter Einzellinsen aus metalloxydhaltigen optischen Gläsern, von Rohglasherstellern mit einer großen Auswahl unterschiedlichster Eigenschaften von hohem Brechungsindex und niedriger Dispersion angeboten, erlaubte seit den 1950er Jahren Neuentwicklungen mit 3 bis 4 einzeln stehenden Linsen und maximal einem Doppelglied. So vermittelt beispielsweise das Sonnar 2,8 / 40 Rollei-HFT der Rollei 35 S von 1974 oder das verbilligte 4-linsige Carl Zeiss Sonnar 2,8 / 85 für das Rollei-QBM-Bajonett von 1970 im Linsenschema den Eindruck einer Rückbesinnung auf Ludwig Berteles frühe 1 : 2 f = 10 cm-Variante des Ernostar-Typs von 1923.
Die vorstehend genannten Methoden zur Kostenreduzierung sowie die Notwendigkeit längerer Schnittweiten für die Verwendung an Spiegelreflexkameras (siehe auch: Retrofokus, vornehmlich bei Normalbrennweiten und Weitwinkelobjektiven) führten schließlich anfangs der 1960er Jahre zur Ablösung insbesondere des 50-mm-Sonnars zugunsten moderner unsymmetrischer Varianten des Gaußschen Doppelobjektivs. Auch die Neuauflage des Carl Zeiss Jena Sonnar 1 : 1,5 f = 5 cm von 1932 in Form des seit Mitte 2000 von Cosina in Kleinserie produzierten Carl Zeiss 50 mm f/1.5 C Sonnar T* ZM ähnelt durch die Auflösung des Dreifachglieds vor der Blende in diesem Detail den moderneren Varianten des Planar-Objektivs.
1974 wurde in der DDR das Sonnar 4 / 300 MC Carl Zeiss Jena DDR mit 5 Linsen in 3 Gruppen entwickelt, das mittels geeigneter Adapter auch für die elektronische Blendenwertübertragung der Praktica Typen EE2, VLC und PLC verwendet werden konnte; für die Praktica EE2 war dies essentiell, da sonst die Zeitautomatik nicht genutzt werden konnte. Die Konstruktion des Sonnar 4 / 300 MC Carl Zeiss Jena DDR war kein Sonnar, sondern ein Teletyp, „der aus vergleichsweise dünnen Linsen mit großen Krümmungsradien aufgebaut war“, und damit deutlich kostengünstiger gefertigt werden konnte als die Rechnung des Sonnar 4 / 300 Carl Zeiss Jena DDR von 1963; Eine Verringerung der optischen Leistung, vor allem im Bereich der Farbfehler, wurde dabei offensichtlich in Kauf genommen. Ursache hierfür war wahrscheinlich, dass die in der DDR produzierten Kameras den Anforderungen professioneller Kameras nicht mehr entsprochen haben, sondern eher im Bereich der Amateurfotografie verortet waren. Entsprechend mussten die Herstellungskosten angepasst werden, um sicherzustellen, dass die Kameras und Objektive weiter die für die DDR dringend benötigten Devisen erwirtschaften.
Beständig weiterentwickelte Optik-Designs bzw. Konstruktions- und Fertigungsmethoden ermöglichen heutzutage durch die kombinierte Verwendung optimal vergüteter sphärischer bzw. asphärischer Linsen und sogenannter Floating elements komplex gebaute lichtstarke Festbrennweiten mit konstant hoher optischer Leistung bis in den erweiterten Nahbereich (bei einem diesbezüglich vergrößerten Abbildungsmaßstab). Solchermaßen gewandelte Erscheinungsformen moderner Objektivkonstruktionen, die sich seit einigen Jahren zusätzlich an den Erfordernissen kürzerer Schnittweiten spiegelloser Digitalkameras ausrichten, führte letztlich zu einem Verschwinden praktisch sämtlicher „klassischer“ Sonnar-Brennweiten auf dem Massenmarkt.
Unter dem Namen Vario-Sonnar hat Carl Zeiss Oberkochen bis etwa 2005 eine breite Palette von Zoomobjektiven seines früheren japanischen Kooperationspartners Yashica (später Kyocera) vermarktet – bzw. unter dieser Bezeichnung aktuell mit den Firmen Cosina und Sony –, deren Gemeinsamkeiten mit Berteles Sonnaren indes nur noch im berühmten Namen bestehen.